# Tonzilitis
Tonzilitis je upala krajnika (nakupina limfnog tkiva) u ustima. 

## Znakovi i simptomi
Simptomi tonzilitisa mogu biti bol u području tonzila, otežano i/ili bolno gutanje. Upala je obično praćena bolnim grlom i povišenom tjelesnom temperaturom. 
Upala tonzila može biti akutna, subakutna (ako traje duže od tri tjedna, a kraće od tri mjeseca) i kronična. 

## Etiologija
Uzročnik upale mogu biti bakterije, virusi i gljivice. Najčešći uzročnici tonzilitisa su bakterije hemolitički streptokok i stafilokok, od virusa, obični virus prehlade, virus gripe, a od gljivica kandida.
Prema patoanatomskoj slici akutne upale tonzila dijelimo na:
- tonsillitis acuta catarrhalis - karakterizira ga izrazito crvene otečene tonzile prekrivene eksudatom
- tonsillitis lacunaris (akutni gnojni tonzilitis) - tonzile su crvene, otečene, prekrivene žučkastim točkicama
- tonsillitis pseudomembranacea - tonzile su prekrivene sivkasto-žućkastim naslagama
- tonsillitis ulceronecrotica - na tonzilama se nalaze duboki ulkusi sa smeđim naslagama

## Liječenje
Liječenje upale obično je antibioticima, a u obzir dolazi i tonzilektomija i adenektomija.
Najčešća komplikacija upale tonzila je nastanak apscesa u neposrednoj okolici (peritonzilarni apsces, parafaringealni apsces, retrofaringealni apsces).

## Vanjske poveznice
|  | Zajednički poslužitelj ima još gradiva o temi Tonzilitis |

|  | Molimo pročitajte upozorenje o korištenju medicinskih informacija. Ne provodite liječenje bez savjetovanja s liječnikom! |